# Väike-Emajõgi
Väike-Emajõgi (znamená Malá Emajõgi, resp. Malá Matka řeka) je řeka v Estonsku. Je dlouhá 82 km a je pramenným tokem řeky Emajõgi.

## Průběh toku
Odtéká z jezera Pühajärv a ústí na jižním konci do jezera Võrtsjärv. Nejvýznamnější přítoky jsou Pedeli, Visula a Ärnu.